# 태양의 남쪽

《태양의 남쪽》은 2003년 8월 30일부터 2003년 10월 19일까지 방영된 SBS 주말극장이다.

## 등장 인물

### 주요 인물
- 최민수 : 강성재 역
- 최명길 : 정연희 역
- 유선 : 이민주 역
- 명로진 : 김용태 역

### 그 외 인물
- 윤철형 : 차승욱 역
- 강경헌 : 홍세영 역
- 김준성 : 정연수 역
- 조여정 : 노혜인 역
- 박인환 : 노영만 역
- 성동일 : 최태식 역
- 이미경 : 문도경 역
- 염관섭 : 권민 역
- 박영지 : 오 회장 역
- 윤영준 : 창희 역
- 정원중 : 남일 역
- 배중식 : 망치 역
- 한규희
- 조명남
- 공호석
- 김홍수
- 유형관
- 황미선
- 김희정
- 이진아
- 신준영
- 서문경
- 이계영
- 김선동
- 손종환
- 손경환
- 한복희
- 김규열
- 최홍일
- 문용철
- 조한희
- 나재균
- 이혜준
- 김세현
- 박예리
- 김두삼
- 유인혁
- 최진호 : 민대리 역

### 우정출연
- 손청

### 특별출연
- 박근형 : 차 회장 역

## 수상
- 2003년 SBS 연기대상 조연상 여자부문 유선
- 2003년 SBS 연기대상 연속극부문 여자연기상, 10대 스타상 최명길